# قائمة المواقع والمعالم المصنفة في ولاية سوق أهراس
هذه قائمة حصرية للمواقع الأثرية و المعالم التاريخية المصنفـــة حسب وزارة الثقافة والاتصال (الجزائر) لولاية سوق أهراس
| رقم    | اسم                                                              | وصف | موقع | مدينة | قسم       | الإحداثيات | صورة |
| ------ | ---------------------------------------------------------------- | --- | ---- | ----- | --------- | ---------- | ---- |
| 41-001 | أطلال القصر البيزنطي مدوروش                                      |     |      |       | سوق أهراس |            | صورة |
| 41-002 | ضريح روماني مدوروش                                               |     |      |       | سوق أهراس |            | صورة |
| 41-003 | مناطق و آثار مدينة تيبورسيكون النوميدية القديمة خميسة            |     |      |       | سوق أهراس |            | صورة |
| 41-004 | بقايا قلعة و سور بيزنطي لنقاش تيبازة نوميديا تيفاش               |     |      |       | سوق أهراس |            | صورة |
| 41-005 | تماثيل و كسر قديمة مودعة بحديقة البلدية سوق أهراس                |     |      |       | سوق أهراس |            | صورة |
| 41-006 | ضريح روماني واقع في أراضي تابعة لأملاك الدولة القصر الأحمر تاورة |     |      |       | سوق أهراس |            | صورة |